# های‌فای
های‌فای (انگلیسی: HiPhi) شرکت خودروسازی چینی است، که در سال ۲۰۱۹ تأسیس شد.